# بحيرة الغابة
بحيرة الغابة (بالإنجليزية: Lake of the Woods)‏ هي بحيرة جليدية في خراب برية الدورادو الوطنية للغابات، جنوب غرب بحيرة تاهو ، في إل دورادو مقاطعة، كاليفورنيا . انها تقع إلى الجنوب الشرقي من بحيرة ألوها.
يمكن الوصول إلى البحيرة عن طريق المشي لمسافات طويلة إلى الغرب من جبال الألب. ومن المعروف البحيرة باحتوائها على سمك سمك السلمون المرقط ذي الوان قوس قزح وسمك السلمون المرقط الغدير.